# Max Westphal
Max Westphal (* 30. September 1895 in Hamburg; † 28. Dezember 1942 in Berlin) war ein sozialdemokratischer Politiker. In der Weimarer Republik war er lange Jahre Vorsitzender der Sozialistischen Arbeiter-Jugend. Danach gehörte er dem Parteivorstand an. Eine wichtige Rolle spielte er 1933 bei den Auseinandersetzungen zwischen dem Rumpfvorstand im Reich und dem Exilvorstand der SPD.

## Frühe Jahre
Der Vater Westphals war Hafenarbeiter. Mit dem Abschluss der Volksschule schloss sich Westphal im Jahr 1910 einer sozialdemokratischen Jugendgruppe an. Er wurde Kontorbote und war später bis zum Jahr 1915 kaufmännischer Angestellter der Hamburger Niederlassung der Automobilfirma Benz&Cie. Im Ersten Weltkrieg verlor Westphal in der Sommeschlacht einen Arm. Als Schwerkriegsbeschädigter wurde er im Jahr 1917 aus dem Militär entlassen. Er schrieb ehrenamtlich für einige sozialdemokratische Blätter. Nach dem Krieg heiratete er Alice Düsedau. Ein Sohn war der spätere Bundesminister für Arbeit und Sozialordnung Heinz Westphal. Zwischen Dezember 1918 und März 1919 war Westphal Angestellter des Arbeitsnachweises für Jugendliche beim Arbeitsamt in Hamburg.

## Sozialistische Jugendbewegung

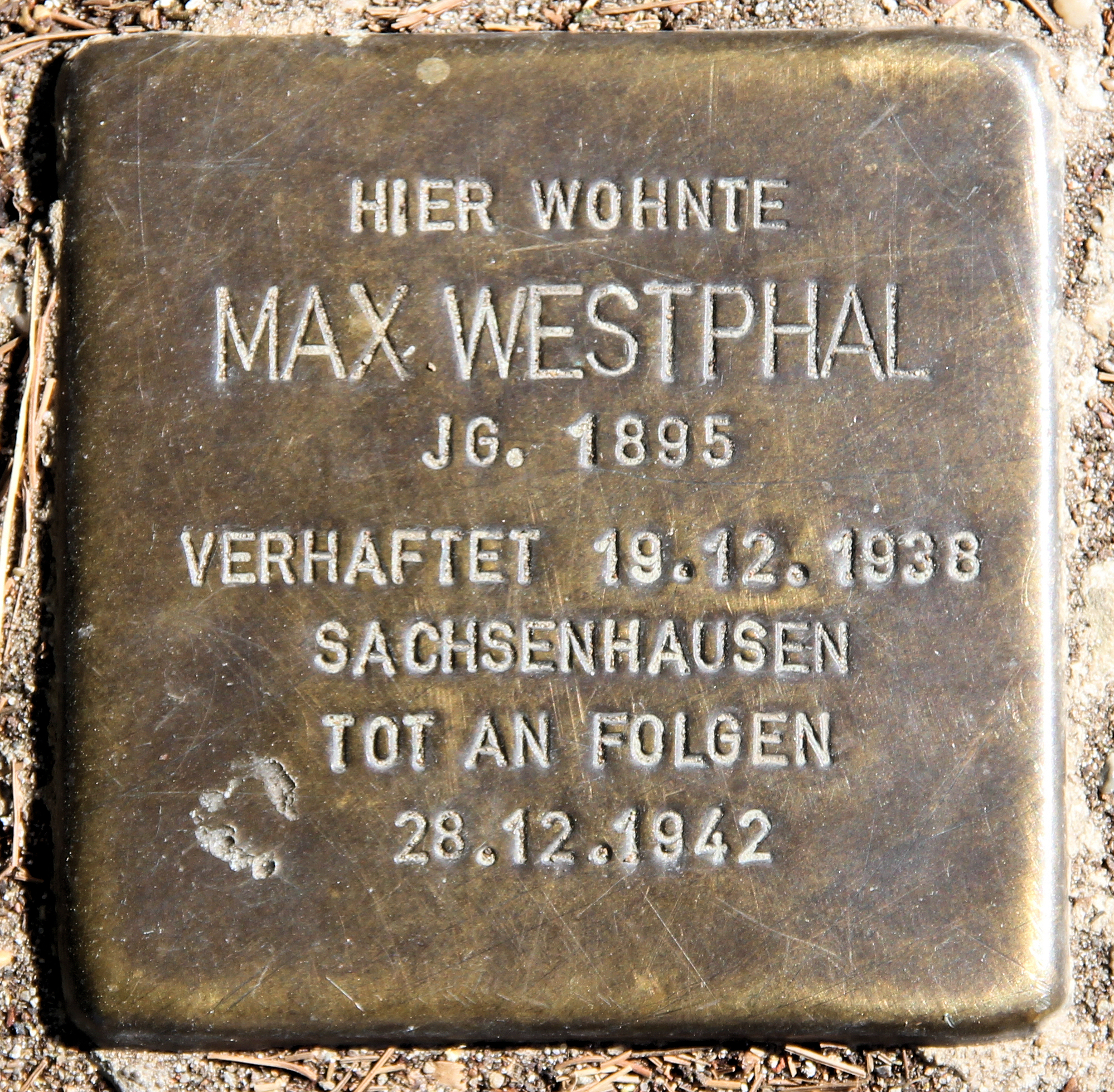
Stolperstein am Haus Paradestraße 22, in Berlin-Tempelhof

In den Jahren 1919 bis zum Jahr 1921 war er Jugendsekretär der SPD für Hamburg. Außerdem war er von 1920 bis 1921 ehrenamtliches Mitglied des Hauptvorstandes des Verbandes der Arbeiterjugendvereine. Am 1. August 1921 wurde Westphal zum Vorsitzenden gewählt. Nach der Umwandlung in die SAJ 1922 wurde Westphal hauptamtlicher erster Vorsitzender der SAJ. Diese Position behielt er bis 1927 bei, danach übernahm Erich Ollenhauer 1928 den Vorsitz.
Seine Arbeit folgte dem Grundsatz, so eng wie möglich mit der Partei verbunden zu bleiben, aber auch so selbstständig wie nötig zu sein, um die spezifischen Interessen der Jüngeren durchzusetzen. Er wandte sich gleichermaßen gegen die romantische Verklärung des Jungseins, wie auch gegen linkssozialistische Strömungen. Allerdings musste er dem durch den Zusammenschluss mit der USPD-Jugend gestärkten linken Flügel Rechnung tragen und wählte die Taktik des ausgleichenden Kompromisses. Wie sein Nachfolger Erich Ollenhauer legte Westphal Wert auf eine internationale Vernetzung der sozialistischen Jugendarbeit. Sein „Handbuch für die sozialistische Jugendarbeit“ wurde maßgeblich für zahlreiche europäische Jugendverbände.
Im Parteiausschuss und im Parteivorstand vertrat Westphal seit dem Jahr 1922 die Interessen der Jugendlichen in der Partei. Im Streit zwischen dem eher rechten Hofgeismarer Kreis der Jungsozialisten und dem marxistischen Hannoveranerkreis versuchte Westphal zu vermitteln. Als Schriftleiter der „Jungsozialistischen Blätter“ öffnete er das Blatt auch den Linken, auch wenn er selbst von den Hofgeismarern unterstützt wurde. Auf der Reichskonferenz der Jungsozialisten trafen beide Lager 1925 aufeinander. Dabei setzte sich die Linke teilweise durch und Westphal wurde als Redakteur abgesetzt.
In der Sozialdemokratischer Pressedienst GmbH wurde Max Westphal im Oktober 1930 als Geschäftsführer bestellt. Er löste Erich Alfringhaus ab, der aber Chefredakteur der parteieigenen Nachrichtenagentur blieb.

## Gegner linker Strömungen in der Partei
In den Jahren 1927 bis 1933 gehörte Westphal als Parteisekretär dem Parteivorstand an. Auch dort war er zunächst für die Jugend zuständig. Später lag sein Schwerpunkt auf Organisationsfragen. Auf dem Kasseler Parteitag von 1930, der die Unterstützung der nach Links gerückten Jungsozialisten beendete, wandte sich Westphal auch gegen die in Köln erscheinende Zeitschrift „Der Rote Kämpfer“. Dieses Blatt war ein Sprachrohr der Linkskommunisten geworden, die sich im Jahr 1925 der SPD angeschlossen hatten. Für Westphal war Der Rote Kämpfer ein „offen parteifeindliches Unternehmen“, das die Parteispaltung betreibe. Ähnlich kritisch stand er den „Klassenkampf-Gruppen gegenüber“, die mit ihrer „marxistischen Büchergemeinde“ die Kritik an der Partei verschärft hätten. Westphals Referat auf dem Parteitag hatte das Ziel, der radikalen Linken in den eigenen Reihen zu signalisieren, dass die Parteiführung einer Auseinandersetzung nicht ausweichen würde. Im Jahr 1933 wurde Westphal in den Preußischen Landtag gewählt. Dort war er neben Wilhelm Winzer und Paul Szillat Vorsitzender der SPD-Fraktion.

## Streit zwischen Exil- und Rumpfvorstand
Westphal ging zu Beginn der nationalsozialistischen Herrschaft nicht in die Emigration. Er sollte vielmehr der Verbindungsmann zwischen dem Restvorstand in Berlin und dem Exilvorstand sein. Am 21. Mai 1933 beschloss der Exilvorstand in Saarbrücken, an dessen Sitzung auch Westphal teilnahm, dass er „Vorbereitungen für die neuen Formen politischer Arbeit in Deutschland“ treffen sollte. Den von Westphal geforderten Schritt in die Illegalität folgten der Parteivorstand in Berlin und die SPD-Fraktionen im Reichstag und im preußischen Landtag zunächst nicht. Westphal und andere versuchten zeitweise durchaus mit Erfolg zwischen beiden Seiten zu vermitteln.
Als der Prager Exilvorstand am 2. Juni bekannt gab, dass die Parteileitung nunmehr ihren Sitz in Prag hatte, protestierte der Restvorstand in Berlin sofort und beanspruchte weiter die Führung. Westphal schloss sich dieser vor allem von Paul Löbe vertretenen Position vollständig an, verlangte aber den Aufbau illegaler Strukturen. Vor der Reichstagsfraktion äußerte er am 10. Juni 1933 als Berichterstatter des Parteivorstandes, dass die ungeheure Bewegung des Faschismus nie von kleinen Gruppen der Partei im Ausland erschüttert werden könne. „Eine Proklamation bedeutet nichts anderes als ein Lufthieb, der dann zu einem wirklichen Hieb gegen unseren kleinen Funktionär wird. […] Ein Recht zur Ablehnung der Vorschläge des Parteivorstandes von draußen besteht aber wohl nur dann, wenn die im Lande verbliebenen Funktionäre, vor allem aber die Mandatsträger, alle noch vorhandenen legalen Wirkungsmöglichkeiten im Sinne der Schaffung eines illegalen Apparates – der noch nicht in ausreichenden Maße da ist und funktioniert – ausnützen. Die Arbeit im Inland ist viel wichtiger als die im Ausland, wenigstens bis zur Stunde. Das Verfahren, das in Prag vorgeschlagen wurde, ist also taktisch für absolut falsch zu halten. (Lebhafte Zustimmung) Es würde der Regierung nur die Möglichkeit geben, die Walze gegen die Marxisten neu abrollen zu lassen, und zwar mit großem Erfolg. Der Parteivorstand muss wenigstens noch in Deutschland bleiben.“
Dem folgte die Fraktion nach weiteren Debatten mit großer Mehrheit. Weitere Versuche zu einer Einigung zu kommen scheiterten. Die Reichskonferenz der Inlands-SPD am 19. Juni 1933 bekräftigte diese Position. Es wurde ein sechsköpfiges, rein „arisch“ zusammengesetztes Direktorium gewählt. Zu diesem gehörte auch Westphal. Der neuen Führung blieb kaum Zeit, ihre Arbeit aufzunehmen. Am 22. Juni 1933 verboten die Nationalsozialisten die SPD.

## Politische Verfolgung
Westphal gehörte am selben Tag zu den ersten verhafteten führenden sozialdemokratischen Funktionären. Er blieb mehrere Monate in Gefängnishaft. Unter dem Namen seiner Frau betrieb die Familie einen kleinen Kaffeehandel. Westphal übernahm eine Sterbekasse. Dies ermöglichte es ihm, die Verbindung zu Parteifreunden aufrechtzuerhalten und politisch Verfolgte zu unterstützen. Im Jahr 1936 wurde er vorübergehend in politische Haft genommen. Im Jahr 1938 kam es zunächst zu einer Untersuchungshaft, die er teilweise im Gefängnis Moabit und teilweise im KZ Sachsenhausen absaß. Vor dem Kammergericht wurde er im Jahr 1939 wegen „Vorbereitung zum Hochverrat“ angeklagt. Der Prozess endete mit einem Freispruch.

## Tod und Nachleben
An den schweren gesundheitlichen Folgen der Haft starb Westphal im Dezember 1942. Zu seiner Trauerfeier am 2. Januar 1943 kamen mehr als tausend Personen aus der Arbeiter- und Jugendbewegung. Sein Grab befand sich ursprünglich auf dem Tempelhofer Friedhof in der Germaniastraße, dieser musste dann später aber dem Bau einer Autobahn weichen und das Grab wurde nach Hamburg-Ohlsdorf verlegt.
Die Sozialistische Jugend Deutschlands – Die Falken ehrte im Jahr 1978 den ehemaligen Vorsitzenden ihrer Vorgängerorganisation dadurch, dass sie ihrer Bundeszentrale in Bonn den Namen „Max-Westphal-Haus“ gab.
Die Initiative Stolpersteine an der B 96 verlegte 2009 einen Stolperstein vor dem ehemaligen Wohnhaus von Max Westphal in der Paradestraße 22 in Berlin-Tempelhof.